# الكداح (أحور)

تعديل مصدري - تعديل

الكداح هي إحدى قرى عزلة أحور بمديرية أحور التابعة لمحافظة أبين، بلغ تعداد سكانها 55 نسمة حسب تعداد اليمن لعام 2004.